# Oikocredit
Oikocredit (полное название Oikocredit, Ecumenical Development Cooperative Society U.S. (рус. Окиокредит, Экуменистический Кооператив Развития Общества)) — кооперативное общество, один из крупнейших инвесторов на рынке микрофинансирования. Имеет 11 региональных офисов, расположенных в Латинской Америке, Азии, Африке, Центральной и Восточной Европе, объединяющих 24 представительства в разных странах. Всего с кооперативом сотрудничают около 800 организаций из 70 стран. При этом 81 % клиентов это женщины. В 2014 году инвесторами были 53 000 человек.

## Этимология названия
Oiko происходит от греческого слова oikos, которое означает «дом или место, где люди живут вместе». Слово credit отсылает здесь не только к финансовому кредиту, но и к латинскому глаголу credere, что означает «верить».

## История
Идея создания кооператива появилась на встрече Всемирного совета церквей в 1968 году. В конце 60-х годов церковь волновали события дестабилизирующие мир (апартеид в Южной Африке, война во Вьетнаме и др.), члены церкви хотели с помощью церковных инвестиций укрепления мира и позитивного развития. Но концепцию кредитования многие считали спорной и предлагали на её место благотворительность.
Oikocredit была основана в 1975 году в Нидерландах под названием EDCS (Ecumenical Development Cooperative Society), тогда же появляется её логотип — вариация логотипа Всемирного совета церквей, на котором изображён экуменистический корабль. EDCS начинает использовать идею церковных инвестиций, призванных помочь бедным во многих странах. В 1977 году EDCS становится независимым от Всемирного совета церквей. В первое десятилетие организация сталкивается со многими трудностями, отчасти из-за того, что многие церкви не принимали используемую концепцию. Но к концу 70-х идея помощи бедным с помощью микрозаймов находит бо́льшую поддержку и EDCS вкладывается в свои первые серьёзные проекты в Индии и Эквадоре. В 80-е организация расширяет инвестиционные возможности для физических лиц и получает первую операционную прибыль.
19 июля 1981 The New York Times печатает статью Ecumenical Bank Gives Needy Loans (рус. «Экуменистический банк даёт займы нуждающимся»), в которой описывается принцип работы и первые достижения организации. К 1982 году у Oikocredit было 16 партнёров в 12 странах. В 1997 году на деятельность организации повлиял Азиатский финансовый кризис, пагубно сказавшийся на экономике региона, где базируются многие партнеры Oikocredit. В результате этого Oikocredit снижает дивиденды впервые с 1989 года. В 1999 году общество меняет название на Oikocredit и обновляет логотип на более современный.
В начале 2000-х ООН были сформированы Цели развития тысячелетия, многие из которых совпадают с целями Oikocredit (например, ликвидация бедности и гендерное равенство). 2005 год назван «Годом микрокредитования» ООН и в этом же году Oikocredit подписывает свой 1000-й кредит.
Сейчас на инвестирование в МФО направляются 75 % средств, остальные вкладываются в предприятия малого и среднего бизнеса и кооперативы. Oikocredit предоставляет займы вместо грантов или дотаций, объясняя это тем, что такая форма материальной помощи наиболее эффективна для достижения экономической продуктивности и самоокупаемости предприятий.
Дивиденды инвесторам составляют всего лишь 2 % годовых, начиная с 1989 года. Это связано в первую очередь с политикой организации выдавать займы под «разумные» проценты и минимизировать риски.